# Emran Feroz

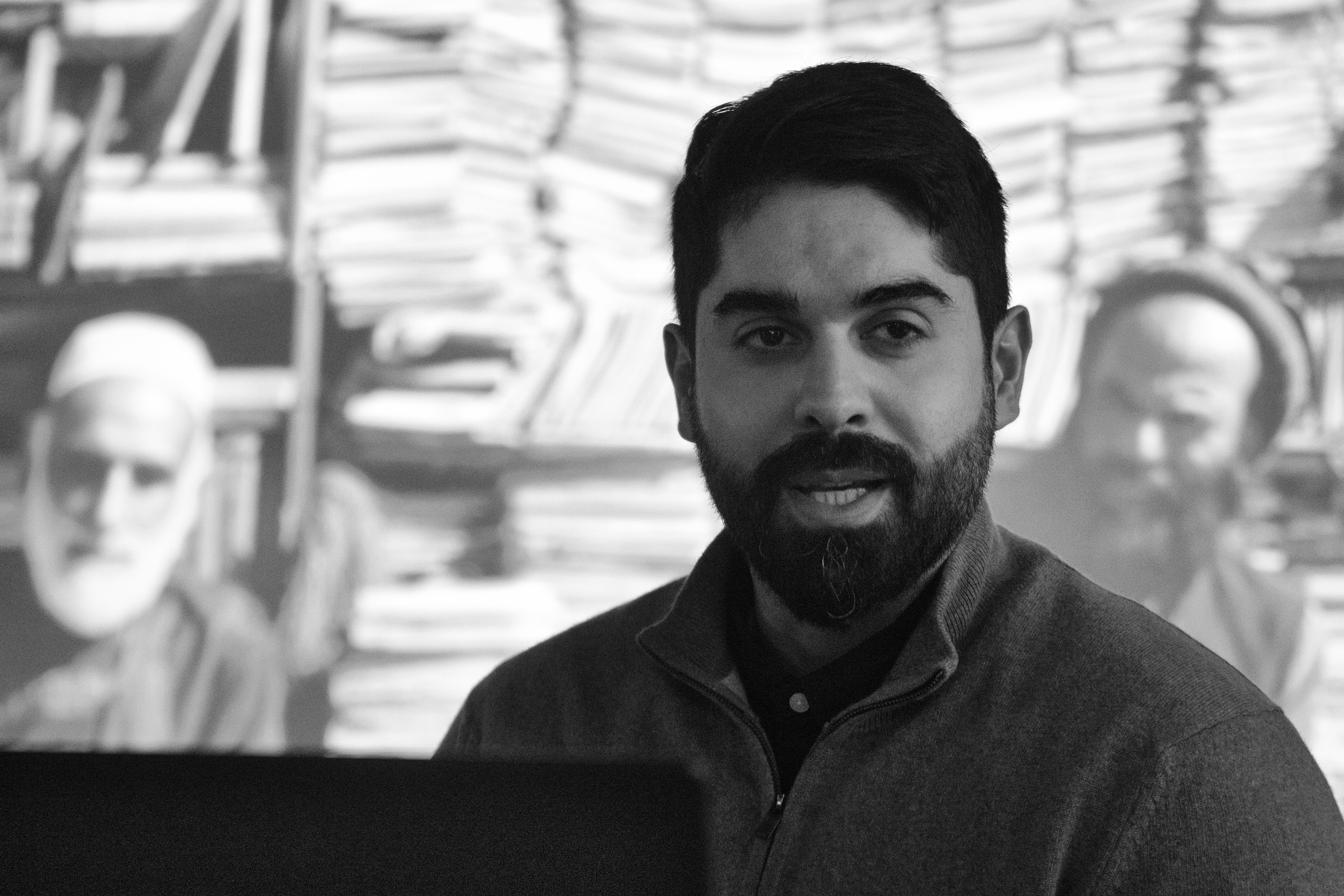
Emran Feroz mit dem Vortrag „Afghanistan und der ‚War on Terror‘“ im club W71, 2024

Emran Feroz (geboren 1991 in Innsbruck) ist ein österreichisch-afghanischer Journalist, Kriegsreporter und Autor.

## Leben, Werk
Feroz’ Eltern flohen aufgrund der sowjetischen Intervention in Afghanistan nach Österreich. Er studierte Politikwissenschaft und Islamwissenschaft an der Universität Tübingen. Er arbeitet als freier Journalist für Die Presse, Profil, Die Zeit, Die Tageszeitung, Al Jazeera und The New York Times. Seine Schwerpunkte sind Afghanistan und US-amerikanische Drohnenangriffe. Feroz ist Gründer der virtuellen Gedenkstätte Drone Memorial. Im Laufe des Vormarsches der Taliban in Afghanistan 2021 war er als Experte in zahlreichen deutschsprachigen und internationalen Medien zu Gast. Sein Buch Der längste Krieg, das 2021 in diesem Kontext erschien, wurde zu einem Bestseller in Deutschland.
2021 wurde er mit dem Concordia-Preis ausgezeichnet für eine Reportage über einen Asylsuchenden in der österreichischen Zeitschrift Profil.
Er hat mindestens zwei Geschwister.

## Werke
- Tod per Knopfdruck. Das wahre Ausmaß des US-Drohnen-Terrors oder wie Mord zum Alltag werden konnte. Westend Verlag 2017, ISBN 978-3-86489-180-9.
- Kampf oder Untergang! Warum wir gegen die Herren der Menschheit aufstehen müssen. Noam Chomsky im Gespräch mit Emran Feroz. Westend Verlag 2018, ISBN 978-3-86489-901-0.
- Der längste Krieg. 20 Jahre War on Terror. Westend Verlag, Frankfurt am Main 2021, ISBN 978-3-86489-328-5 (Rezension von Moritz Baumstieger: Gegengift. In: Süddeutsche Zeitung).
  - englische Übersetzung: Graveyard Empire. Four Decades of Western Wars in Afganistan. Interlink Publishing Group, Inc. 2024, ISBN 978-1-62371-106-1.
- Vom Westen nichts Neues. Ein muslimisches Leben zwischen Alpen und Hindukusch. C. H. Beck 2024, ISBN 978-3-406-80761-9.